# Криницкий, Николай Александрович
Никола́й Алекса́ндрович Крини́цкий (20 декабря 1851, село Баранья Гора, Тверская губерния — 28 августа 1915, Тверь) — русский церковный историк и краевед, священник, редактор «Тверских епархиальных ведомостей».

## Биография
Представитель старинного рода духовенства Тверской епархии (родоначальник упоминается в 1625 году в Ржевском уезде). Предки носили фамилии Криницких, Верхопетровских и Барановых. Отец — священник села Баранья Гора Новоторжского уезда Александр Петрович Криницкий. Родственник известного философа и богослова протоиерея Казанского собора в Санкт-Петербурге Фёдора Фёдоровича Сидонского.
Окончил Санкт-Петербургскую духовную семинарию (в 1873 году) и Санкт-Петербургскую духовную академию (в 1877 году); кандидат богословия.
Преподаватель Тверской духовной семинарии (в 1877—1902 годах). Статский советник. Священник в Твери: Преображенского кафедрального собора (в 1891—1895 годах), Владимирской церкви (в 1895—1915 годах). В 1903 году награждён саном протоиерея.
В 1898—1906 годах — редактор журнала «Тверские епархиальные ведомости». С 1903 года — председатель Тверского епархиального училищного совета.
Награждён несколькими орденами.
Женат на дочери протоиерея Владимирской церкви Твери, предыдущего редактора «Тверских епархиальных ведомостей» Василия Федоровича Владиславлева.

## Основные труды
- К 100-летнему юбилею в бозе почившего Московского митрополита высокопреосвященнейшего Филарета. — Тверь, 1884.
- Тверские архипастыри, ревнители духовного просвещения в XVIII веке. — Тверь, 1887.
- Празднование 150-летнего юбилея Тверской духовной семинарии 16 февраля 1889 года. — Тверь, 1889.
- Сведения о времени распространения христианства в местностях, входящих ныне в пределы Тверской губернии. — Тверь, 1895.